# Liga Europeia de Futebol de Praia 2008
Em virtude da realização do Campeonato do Mundo de Futebol de Praia FIFA 2008 em Marselha, na França, entre os dias 17 e 27 de Julho, este ano, o calendário das provas do futebol de praia europeu sofreu algumas alterações.
Assim, a Liga Europeia de Futebol de Praia 2008 está a ser disputada num formato inédito, em menos torneios, seguindo um modelo diferente. Por outro lado, ao contrário daquilo que tinha sucedido nos anos anteriores, a Liga Europeia de Futebol de Praia não influencia o apuramento para o Campeonato Mundial.

## Organização
A competição está a ser organizada pela Beach Soccer World Wide, com base no actual ranking do futebol de praia europeu.

## Formato
A Superfinal realizar-se-á em Agosto, em Portugal. Desta forma, a selecção nacional portuguesa tem a presença assegurada na competição. A prova será disputada por 8 equipas, no sistema de eliminatórias.
Para além de Portugal, 16 equipas inscreveram-se nesta edição da Liga Europeia de Futebol de Praia. Foram divididas em dois grupos, A e B, cada um com 8 equipas, de acordo com o seu posicionamento no ranking europeu. Estão a disputar-se, portanto, dois torneios de qualificação, onde são apuradas para a Superfinal as restantes 7 selecções: as 3 melhores equipas de cada torneio e o melhor 4º lugar.

## Grupo A
O grupo A integrava 8 selecções que estavam inscritas na edição deste ano da Liga Europeia de Futebol de Praia, pretendendo atingir um lugar na Superfinal.
Eis as 8 participantes:
- Itália
- Espanha
- Suíça
- Polónia
- Chéquia
- Áustria
- Grécia
- Andorra

Esta ordem não era aleatória, pois tinha em conta o ranking europeu da Beach Soccer World Wide. A Itália tem prioridade por ter sido o país organizador.

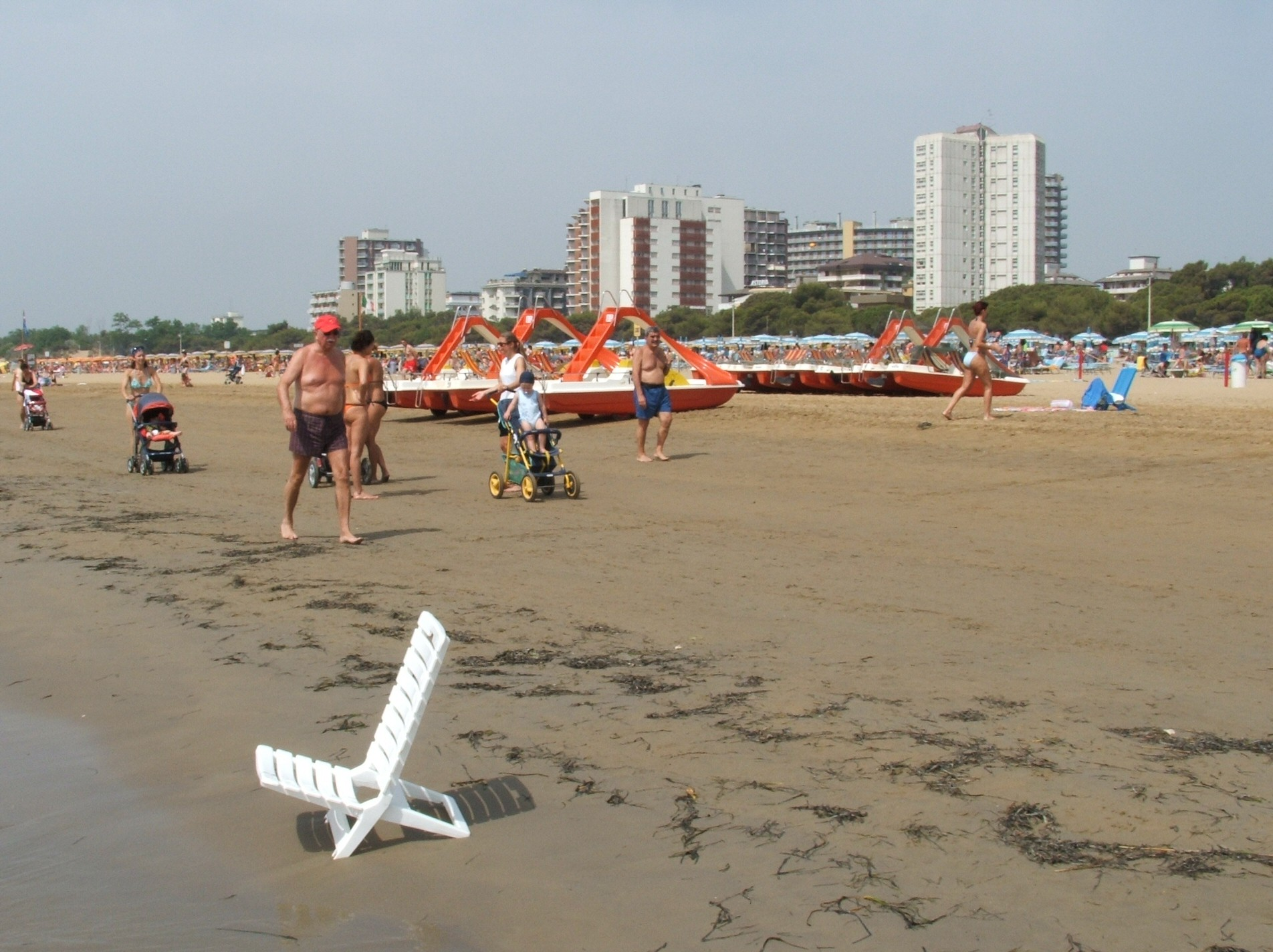
Praia de Lignano Sabbiadoro

Estas 8 equipas lutaram pelos seus objectivos nas praias italianas de Lignano Sabbiadoro, mostrando o seu valor entre os dias 20 e 22 de Junho.
Tratou-se de um torneio disputado num sistema semelhante a eliminatórias, mas ligeiramente diferente.
Primeiro, nos dias 20 e 21 de Junho, disputaram-se duas rondas de jogos, tal como se se tratasse de quartos-de-final, jogos dos 5º ao 8º lugares e meias-finais.
No dia 22 de Junho, as equipas que venceram os seus dois jogos encontraram-se na final, enquanto as selecções que saíram derrotadas dos seus dois jogos lutaram pelo 7º lugar no torneio.
As equipas com uma vitória e uma derrota jogaram entre si para definir as posições intermédias, cruzando as equipas com uma vitória no primeiro jogo e uma derrota no segundo jogo com as equipas na situação inversa, sem ocorrerem repetições de jogos. Assim, todas estas selecções tinham ainda chances de obter a qualificação, vencendo esses jogos, independentemente de terem perdido o primeiro jogo e ganho o segundo ou vice-versa. Para diferenciar as equipas dos 3º e 4º lugares ou dos 5º e 6º lugares, recorreu-se à diferença de golos nos jogos do dia 22 de Junho, e, em caso de empate, ao número de golos marcados.
20 de Junho (Sexta-feira)
1ª Ronda:
Jogo 1 - Suíça 11 - 2 Áustria
Jogo 2 - Espanha 9 - 2 Grécia
Jogo 3 - Polónia 5 - 5 República Checa (Polónia 5 - 5 República Checa com prol. / Polónia 4 - 3 República Checa em g. p.)
Jogo 4 - Itália 8 - 2 Andorra
21 de Junho (Sábado)
2ª Ronda:
Jogo 5 - Áustria 3 - 8 Grécia
Jogo 6 - República Checa 5 - 4 Andorra
Jogo 7 - Suíça 4 - 2 Espanha
Jogo 8 - Polónia 3 - 7 Itália
22 de Junho (Domingo)
Jogo de atribuição dos 7º e 8º lugares:
Jogo 9 - Áustria 4 - 3 Andorra
Jogos dos 3º ao 6º lugares:
Jogo 10 - República Checa 4 - 1 Espanha
Jogo 11 - Grécia 2 - 5 Polónia
Final:
Jogo 12 - Suíça 5 - 5 Itália (Suíça 5 - 5 Itália com prol. / Suíça 2 - 1 Itália em g. p.)
Classificação:
1º lugar -  Suíça 
2º lugar -  Itália
3º lugar -  Polónia (Diferença de golos: +3 / Golos Marcados: 5)
4º lugar -  Chéquia (Diferença de golos: +3 / Golos Marcados: 4)
5º lugar -  Grécia (Diferença de golos: -3 / Golos Marcados: 2)
6º lugar -  Espanha (Diferença de golos: -3 / Golos Marcados: 1)
7º lugar -  Áustria
8º lugar -  Andorra
Equipas Apuradas para a Superfinal:
- Suíça
- Itália
- Polónia
- Chéquia

Prémios Individuais:
Melhor Guarda-redes: Nico Jung -  Suíça 
Melhor Marcador: Dejan Stankovic (11 golos) -  Suíça 
Melhor Jogador: Roberto Pasquali -  Itália

## Grupo B
O grupo B integra as outras 8 selecções que estão inscritas na edição deste ano da Liga Europeia de Futebol de Praia, pretendendo atingir um lugar na Superfinal.
Eis as 8 participantes:
- França
- Rússia
- Noruega
- Turquia
- Inglaterra
- Estónia
- Países Baixos
- Hungria

Esta ordem não é aleatória, pois também tem em conta o ranking europeu da Beach Soccer World Wide. Ao mesmo tempo, a França tem prioridade por ter sido o país organizador.

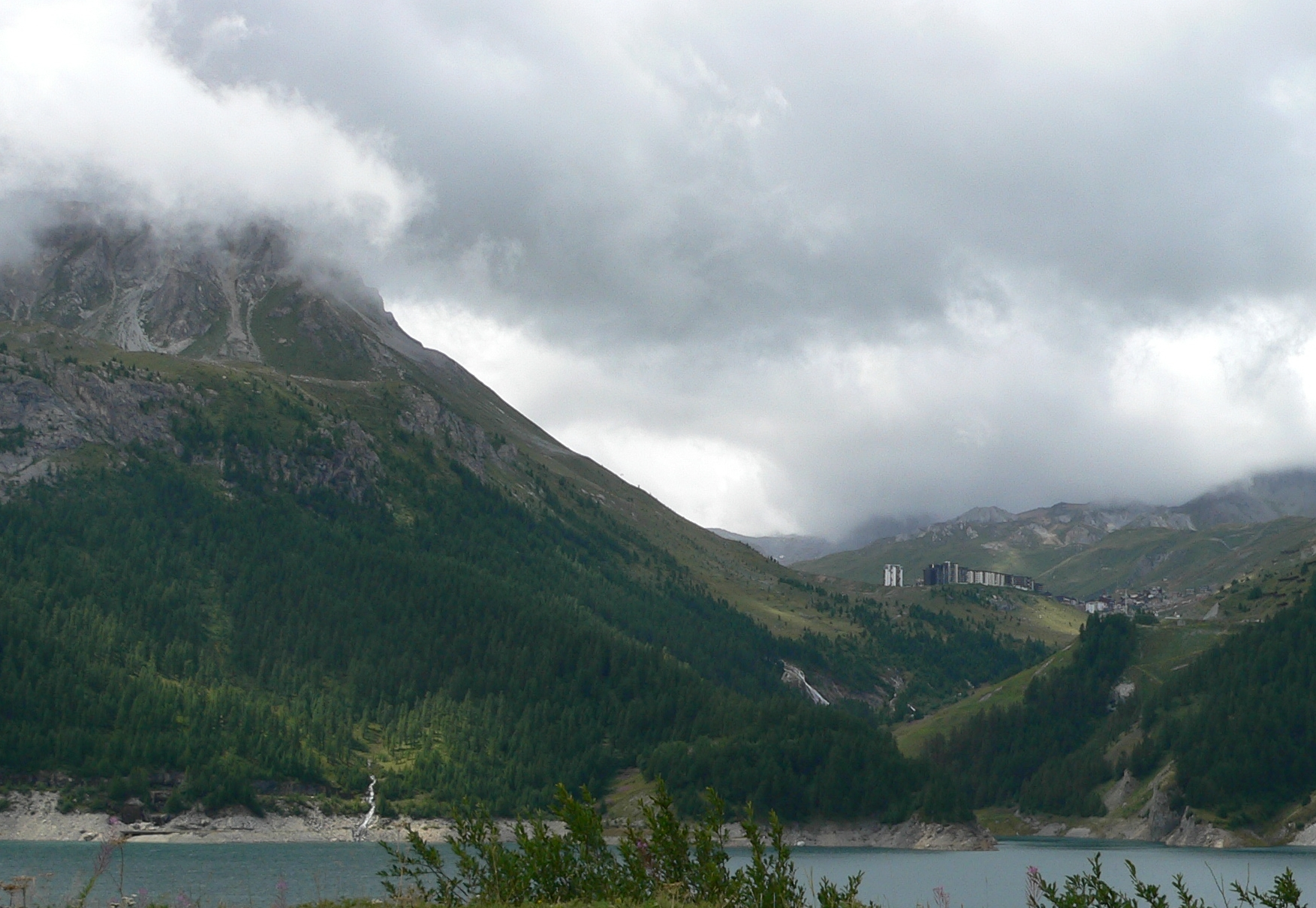
Montanhas da região de Tignes

Estas 8 equipas lutaram pelos seus objectivos nas proximidades de Tignes, na França, na região montanhosa dos Alpes. O evento decorreu entre os dias 4 e 6 de Julho.
O formato da competição foi idêntico ao sistema utilizado no grupo A, em Lignano Sabbiadoro: nos dois primeiros dias (4 e 5 de Julho), decorreram duas rondas, que funcionaram de forma semelhante a quartos-de-final, jogos dos 5º ao 8º lugares e meias-finais, e, no último dia (6 de Julho), tiveram lugar o jogo de atribuição dos 3º e 4º lugares, os jogos do 3º ao 6º lugares e a final.
20 de Junho (Sexta-feira)
1ª Ronda:
Jogo 1 - Noruega 4 - 3 Estónia
Jogo 2 - Turquia 7 - 3 Inglaterra
Jogo 3 - Rússia 10 - 0 Países Baixos
Jogo 4 - França 12 - 4 Hungria
21 de Junho (Sábado)
2ª Ronda:
Jogo 5 - Estónia 3 - 5 Países Baixos
Jogo 6 - Inglaterra 0 - 0 Hungria (Inglaterra 1 - 3 Hungria com prol.)
Jogo 7 - Turquia 4 - 7 França
Jogo 8 - Noruega 0 - 5 Rússia
22 de Junho (Domingo)
Jogo de atribuição dos 7º e 8º lugares:
Jogo 9 - Estónia 3 - 2 Inglaterra
Jogos dos 3º ao 6º lugares:
Jogo 10 - Países Baixos 5 - 3 Turquia
Jogo 11 - Hungria 3 - 2 Noruega
Final:
Jogo 12 - França 3 - 8 Rússia
Classificação:
1º lugar -  Rússia
2º lugar -  França
3º lugar -  Países Baixos (Diferença de golos: +2)
4º lugar -  Hungria (Diferença de golos: +1)
5º lugar -  Noruega (Diferença de golos: -1)
6º lugar -  Turquia (Diferença de golos: -2)
7º lugar -  Estónia
8º lugar -  Inglaterra
Equipas Apuradas para a Superfinal:
- Rússia
- França
- Países Baixos

Prémios Individuais:
Melhor Guarda-redes: Andrey Bukhlitskiy -  Rússia
Melhor Marcador: Egor Shaykov (7 golos) -  Rússia
Melhor Jogador: Stéphane François -  França
Prémio do Fair-Play da FIFA - Adil Muftuoglu -  Turquia

## Superfinal

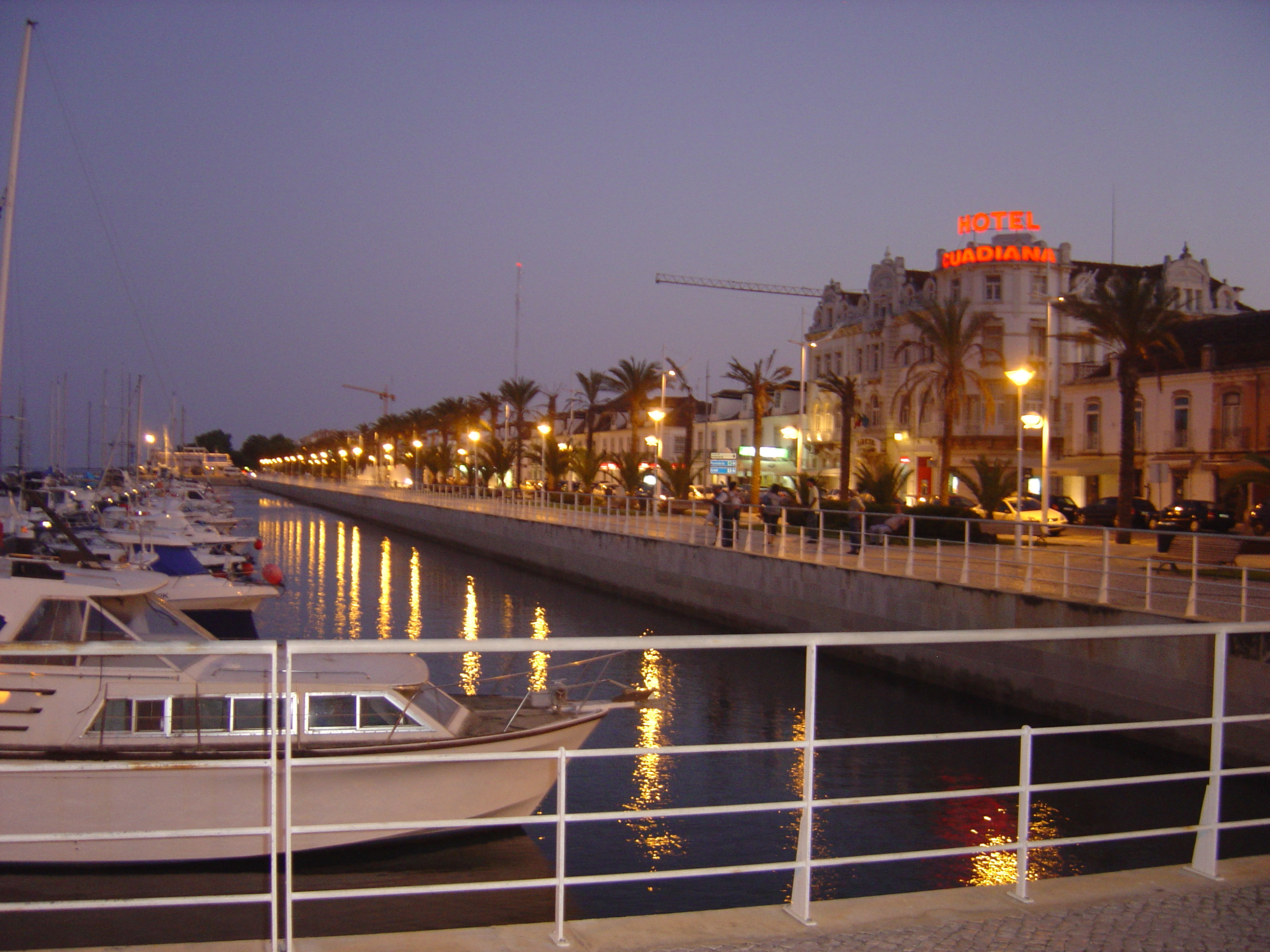
Vila Real de Santo António

Este ano, a fase final da Liga Europeia de Futebol de Praia vai ter lugar em Vila Real de Santo António, em Portugal. O torneio decorrerá entre os dias 22 e 24 de Agosto e contará com a participação de 8 equipas europeias.
A competição será realizada no sistema de eliminatórias, dividindo-se em quartos-de-final (22 de Agosto), meias-finais (23 de Agosto) e final (24 de Agosto), disputando-se também vários jogos de consolação.
Como já foi referido, a selecção portuguesa, como anfitriã do evento, está automaticamente apurada para a Superfinal. As outras 7 selecções qualificaram-se através dos torneios de apuramento.
Eis as equipas apuradas:
- (Organizador, Líder do Ranking Europeu) -  Portugal
- (Vencedor do Grupo A) -  Suíça
- (2º Lugar do Grupo A) -  Itália
- (3º Lugar do Grupo A) -  Polónia
- (Vencedor do Grupo B) -  Rússia
- (2º Lugar do Grupo B) -  França
- (3º Lugar do Grupo B) -  Países Baixos
- (Melhor 4º Lugar) -  Chéquia

Progressivamente, a organização colocou estas equipas numa ordem específica, tendo em conta as suas prestações nos torneios de apuramento:
- Portugal
- Rússia
- Suíça
- Itália
- França
- Polónia
- Países Baixos
- Chéquia

22 de Agosto (Sexta-feira)
Quartos-de-final:
Jogo 1 - Rússia 7 - 3 Polónia
Jogo 2 - Suíça 2 - 2 Países Baixos (Suíça 2 - 2 Países Baixos com prol. / Suíça 3 - 4 Países Baixos em g. p.) 
Jogo 3 - Itália 3 - 2 França
Jogo 4 - Portugal 5 - 2 República Checa
23 de Agosto (Sábado)
Jogos dos 5º ao 8º Lugares:
Jogo 5 - Polónia 2 - 5 Suíça
Jogo 6 - França 4 - 6 República Checa
Maeias-finais:
Jogo 7 - Rússia 1 - 3 Países Baixos
Jogo 8 - Itália 4 - 12 Portugal
24 de Agosto (Domingo)
Jogo de atribuição dos 7º e 8º lugares:
Jogo 9 - Polónia 5 - 7 França
Jogo de atribuição dos 5º e 6º lugares:
Jogo 10 - Suíça 7 - 5 República Checa
Jogo de atribuição dos 3º e 4º lugares:
Jogo 11 - Rússia 6 - 1 Itália
Final:
Jogo 12 - Países Baixos 1 - 5 Portugal
Classificação:
1º lugar -  Portugal
2º lugar -  Países Baixos
3º lugar -  Rússia
4º lugar -  Itália
5º lugar -  Suíça 
6º lugar -  Chéquia
7º lugar -  França
8º lugar -  Polónia
Prémios Individuais:
Melhor Guarda-redes: Ran Reijer -  Países Baixos
Melhor Marcador: Madjer (11 golos) -  Portugal
Melhor Jogador: Madjer -  Portugal

## Vencedor
Portugal sagrou-se campeão da Liga Europeia de Futebol de Praia 2008.